# 이지저
이지저(李之氐, 1092년 ~ 1145년)은 고려 중기의 문신으로 본관은 인천이다.

## 생애
1120년 과거에 급제하여 직한림원이 되었다.
이자겸이 정권을 잡았을 때 그는 이자겸의 친족이었으나 가깝게 지내지는 않았다.
1126년에 묘청, 정지상, 백수한, 문공인 등이 서경 천도를 주장하였으나 그는 반대하였다.
1143년에 참지정사 판서경유수사(參知政事判西京留守事)에 올랐으며 1145년에 죽었다. 시호는 문정(文正)이다.

## 같이 보기
- 이자겸의 난
- 묘청의 난